# Can Guixeres
Can Guixeres és una masia situada al municipi de Sales de Llierca a la comarca catalana de la Garrotxa.